# Polonskogo
Polonskogo (in russo: Полонского; in giapponese: 多楽島 Тараку-то) è un'isola del gruppo delle isole Chabomai nella parte meridionale delle isole Curili che amministrativamente appartengono al Južno-Kuril'skij rajon dell'oblast' di Sachalin, in Russia, ma sono, insieme a Iturup, Kunašir e Šikotan, rivendicate dal Giappone. L'isola ha preso il suo nome dall'esploratore e geografo russo Aleksandr Semënovič Polonskij (Александр Семёнович Полонский).

## Geografia
L'isola ha una superficie di 12 km², è pianeggiante, con un'altezza massima di 16 m; è verde e paludosa. Le sue acque sono ricche di pesci: alcune specie di salmoni, merluzzi e granchi e fa parte del territorio della Riserva naturale delle Curili (Курильский государственный природный заповедник).
Polonskogo è separato dall'isola di Šikotan dallo stretto di Spanberg (пролив Шпанберга), a sud-est si trovano le isolette Oskolki, mentre Zelënyj, 11 km a sud-ovest, è separata dallo stretto Polonskogo (пролив Полонского).